# Se-mu
Se-mu nebo se-mu žen (čínsky pchin-jinem Sèmù, Sèmùrén, znaky 色目, 色目人; česky „různé druhy“, „lidé různých druhů“) bylo zkrácené označení druhé třídy obyvatelstva mongolské říše Jüan plným názvem ke-se ming-mu č’-žen (čínsky v českém přepisu ke-se ming-mu č’-žen, pchin-jinem gèsèmíngmùzhīrén, znaky 各色名目之人).
Jüanská vláda rozdělila obyvatelstvo své říše do čtyř tříd lišících se sociálním postavením, zejména přístupem k úředním postům. Byli to Mongolové; Se-muové; Chanové (čínsky v českém přepisu Chan-žen, znaky 漢人), to jest obyvatelstvo severní Číny a Mandžuska – bývalé říše Ťin – a Koreje a konečně „Jižané“ (čínsky v českém přepisu Nan-žen, znaky 南人), to jest obyvatelstvo jižní Číny z bývalé říše Jižní Sung; čínské obyvatelstvo severní a jižní Číny bylo totiž vnímané jako dva odlišné národy.
Do skupiny Se-mu byly zahrnuti všichni Nemongolové a Nečíňané, proto byla značně různorodá. Skládala se především z muslimů, a to středoasijských Turků, ale i Peršanů a Arabů. Dále buddhistických a křesťanských Tangutů, Tibeťanů, Ujgurů, Alanů a Rusů. K Se-muům byl přiřazen například i Marco Polo. Vedle Mongolů právě Se-muové obsazovali zodpovědná místa v administrativě nepřístupná Číňanům.
Mnozí vzdělaní Se-muové přijali čínskou kulturu a sehráli významnou roli v jejím rozvoji. Po pádu jüanské říše a jejím nahrazení čínskou národní říší Ming se zbylí Se-muové vesměs asimilovali, pouze muslimové vytvořili samostatné etnikum Chuejů žijící především v severozápadní Číně.